# Kloster Hornbach

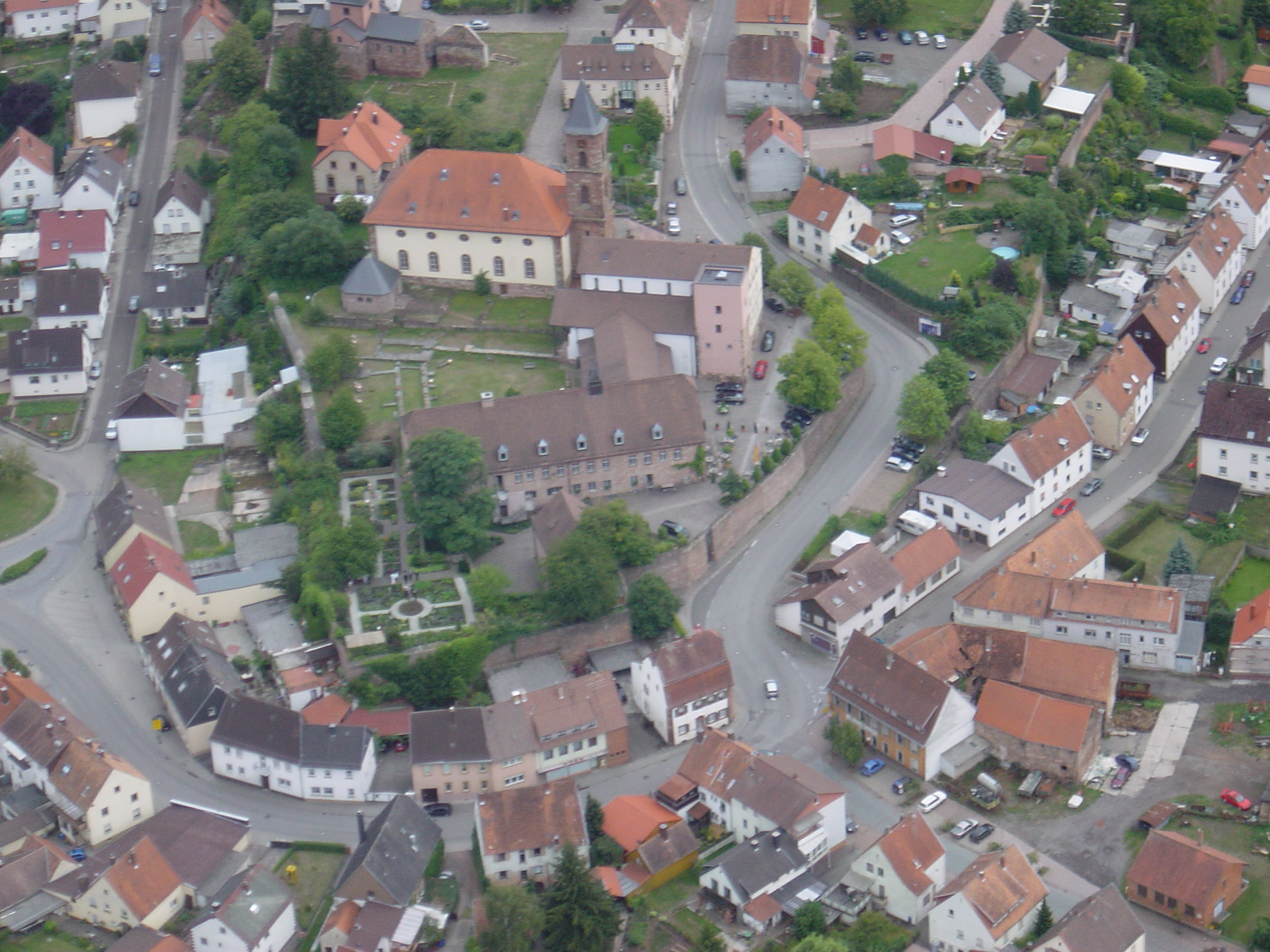
Luftbildaufnahme des Klosters Hornbach von 2006

Das Kloster Hornbach ist ein um das Jahr 741 im historischen Ort Gamundias (heute Hornbach) vom heiligen Pirminius gegründetes ehemaliges Kloster, das bald als Benediktinerabtei bestand. In der Gegenwart existieren von der Hornbacher Klosteranlage nur noch bauliche Reste der Konventsgebäude, die durch ein Klostermuseum ergänzt wurden, sowie eine neuzeitliche Kapelle mit dem historischen Grab des Klostergründers.

## Geschichte

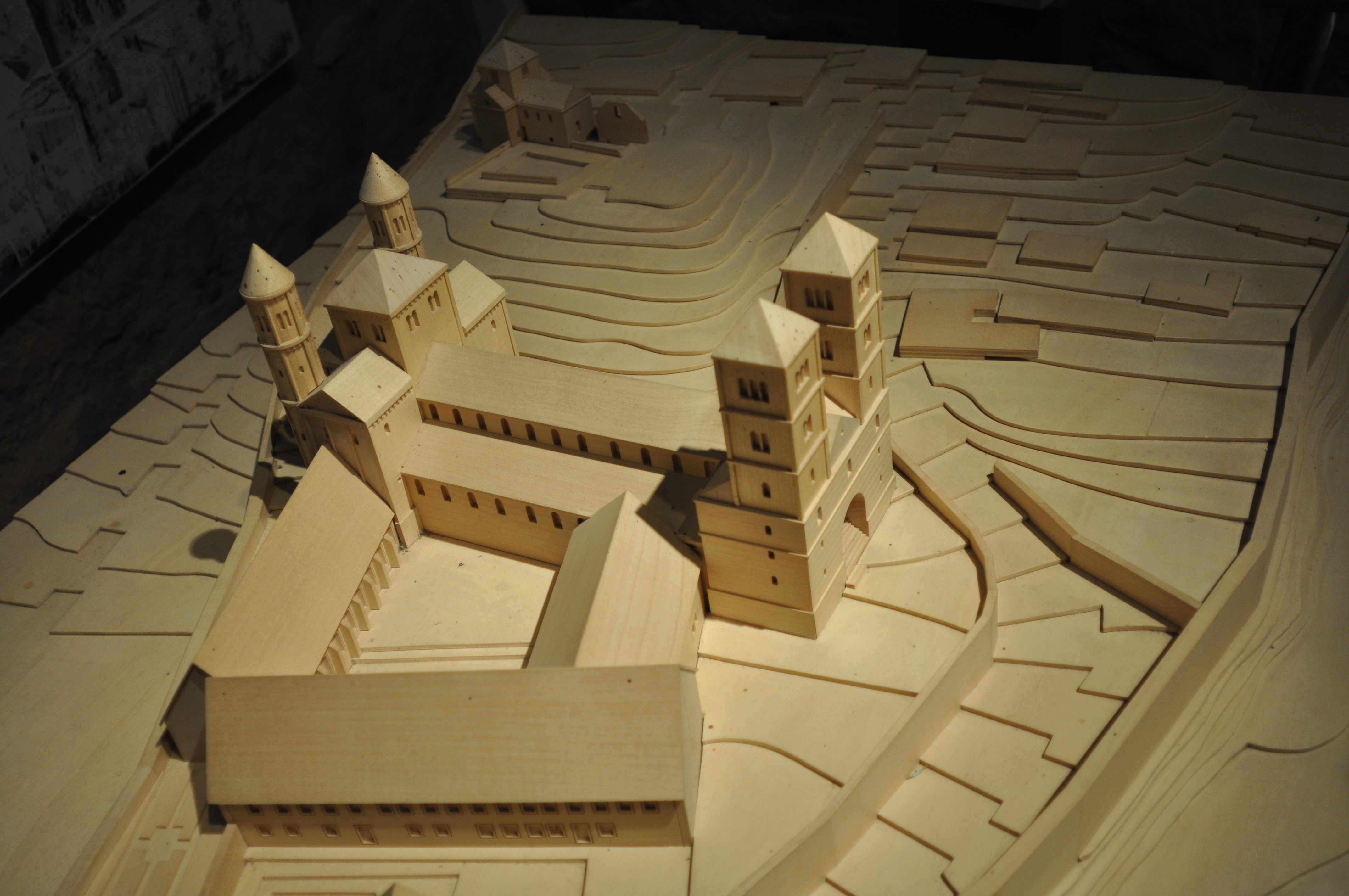
Modell des Klosters, Zustand etwa 11.–16. Jahrhundert; im Hintergrund (links oben) Stiftskirche St. Stephan

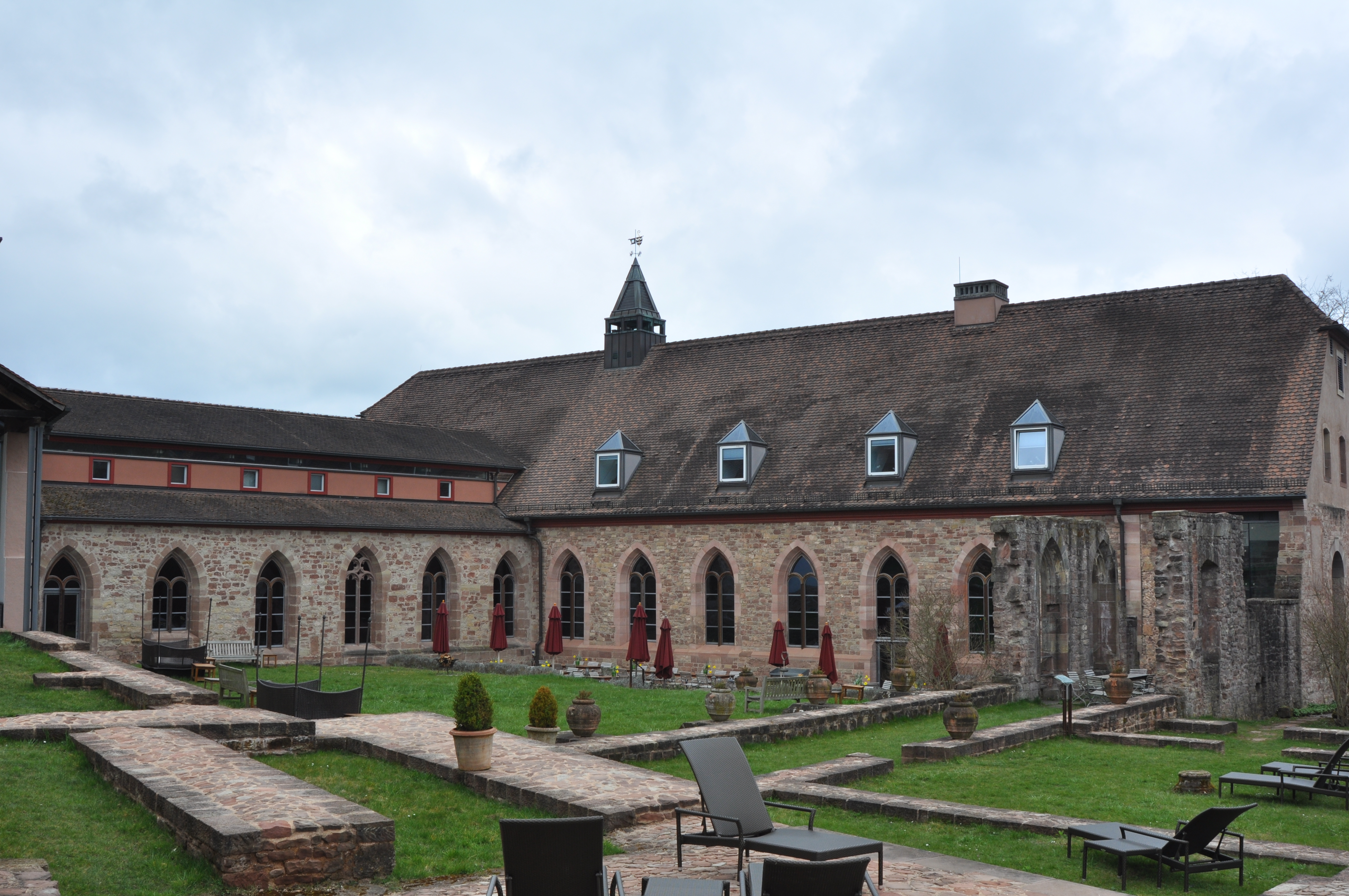
Rest des Konventsgebäudes (rechts) bzw. des Kreuzgangs, beide sind in ein Hotel integriert; im Vordergrund die Fundamente des Vierungsturms

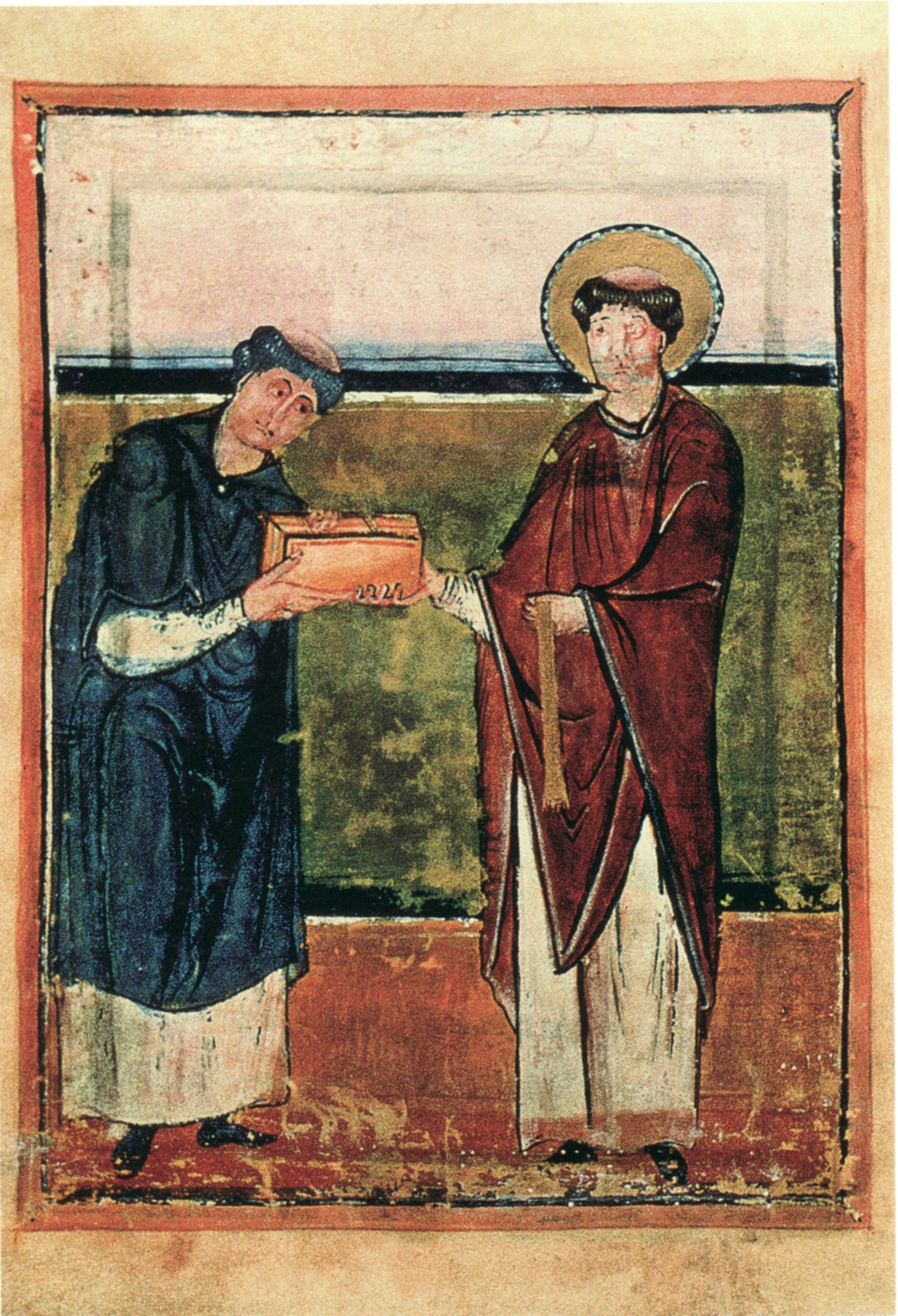
Malerei aus dem Hornbacher Sakramentar: Der Hornbacher Abt Adalbert (links) übergibt das Sakramentar dem Hl. Pirminius

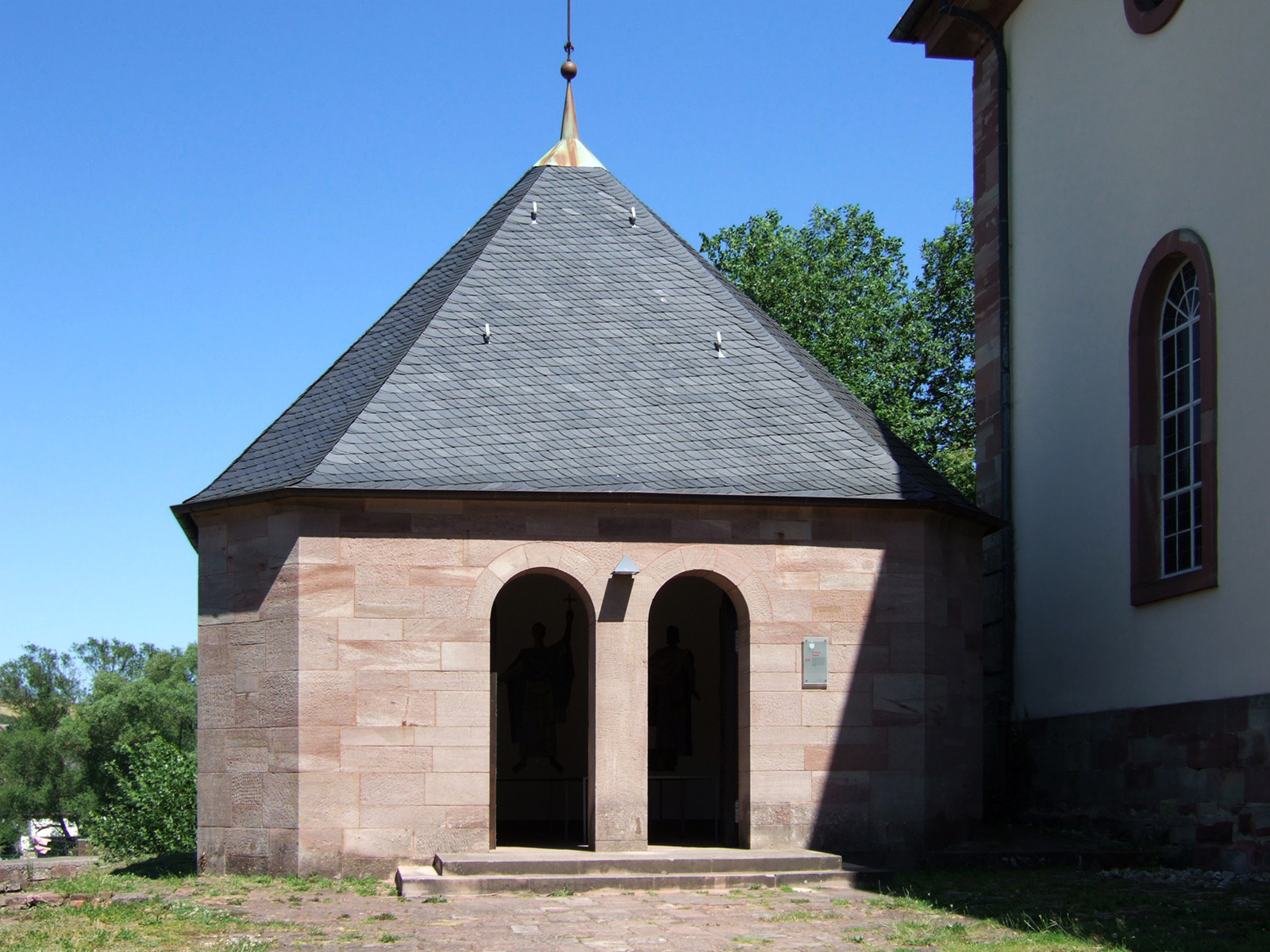
Kloster Hornbach, die neuzeitliche Kapelle über dem Pirminiusgrab

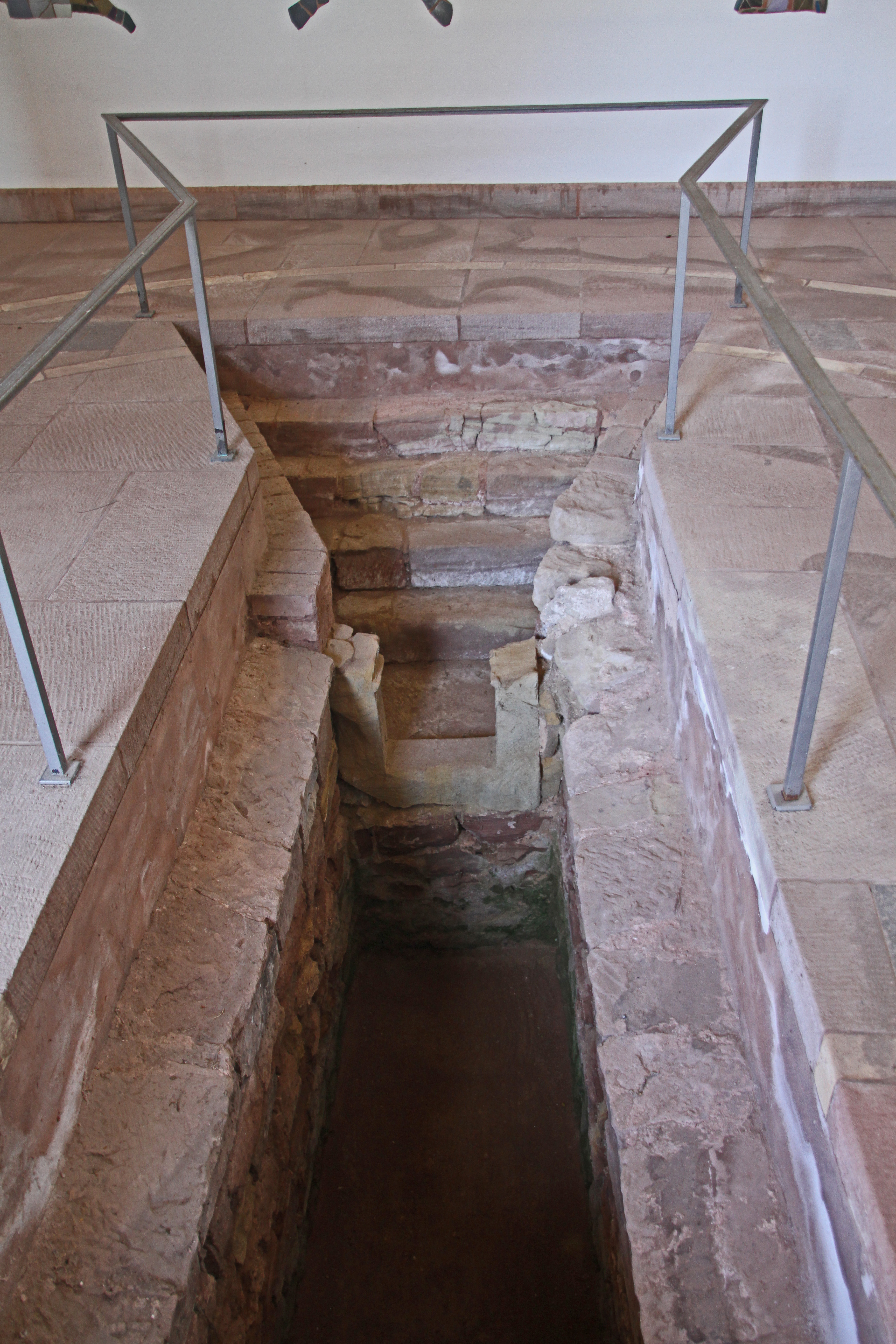
Leeres Pirminiusgrab in Hornbach

Der Ort Gamundias besaß eine keltische und später römische Besiedlung mit jeweils einem Bergheiligtum auf dem Gelände, das später mit dem Kloster überbaut wurde; vorwiegend römische Münzfunde belegen eine Nutzung ab 496 v. Chr.
Die Abtei Hornbach gehörte zum Bistum Metz. Nach der auf Stiftung des Grafen Eberhard (Etichonen) erfolgten Gründung des Klosters Murbach 727 kam Pirmin um 740/741 nach Gamundias. Dort stiftete Graf Warnharius aus dem Geschlecht der Widonen (Vorfahren der Salier) den Bau eines Benediktinerklosters; Sigibald († 741), Bischof von Metz unterschrieb auf der Stiftungsurkunde und bestätigte das Kloster. Als Eigenkloster der Salier besaß Kloster Hornbach weitreichende Privilegien.

Nach seinem Tod im Jahr 753 wurde St. Pirmin im Kloster begraben. Mit dem Aufkommen seines Verehrungskultes stieg die Bedeutung des Ortes, was sich auch an mehreren Um- und Erweiterungsbauten, sowie an zahlreichen Dokumenten, die eine Abgabenzahlung an das Kloster nennen, belegen lässt. Das Heiligengrab wurde in die Ostapsis verlegt; ab 827 wurde Pirmin – neben Petrus – als Schutzheiliger des Klosters Hornbach genannt. Um 850 unterstand ihm das Stift Zell bei Worms, in dessen Umkreis es auch mehrere Eigenkirchen und Liegenschaften besaß. 1087 schenkte Kaiser Heinrich IV. das Kloster Hornbach dem Speyerer Bischof Rüdiger Huzmann. Im 11. Jahrhundert entstand eine monumentale, 72 Meter in der Länge messende Pfeilerbasilika, die neben den zwei Apsiden fünf Türme und einen Westbau aufwies. Kaiser Heinrich V. verlieh dem Kloster das Münzrecht, das bis etwa 1230 ausgeübt wurde. Im 12. Jahrhundert wurde der Bau erneuert. Das Kloster gab wichtige Impulse für die Entwicklung in Oberlothringen, was in zahlreichen Dorf- und Hofgründungen durch die Mönche dokumentiert ist. Als es unter den Einfluss der Grafen von Zweibrücken geriet, begann der Niedergang.
1548 lebten hier nur noch drei Mönche und 1557 wurde das Kloster Hornbach – im Zuge der Reformation – endgültig aufgehoben. Das Klostervermögen, die laufenden Einkünfte und die Klostergebäude wurden zur Errichtung einer fürstlichen Landesschule benutzt, die für die Ausbildung des in Pfalz-Zweibrücken benötigten Nachwuchses an Pfarrern und höheren Beamten zuständig war bzw. auf das Studium an einer Universität vorbereiten sollte. 1631 wurde die Schule nach Zweibrücken verlegt. Danach verfiel das ungenutzte Gebäude zusehends. Auch Kriege führten zu weiterer Zerstörung; so schleiften im Holländischen Krieg französische Truppen den Vierungsturm der Basilika.
In der Zentralbibliothek Solothurn befindet sich das sogenannte Hornbacher Sakramentar, ein Codex des 10. Jahrhunderts, gefertigt von dem Reichenauer Schreibermönch Eburnant im Auftrag seines Abtes Adalbert von Hornbach (ca. 970 bis 990). Eine weitere kostbare Handschrift, die im Mittelalter in Hornbach aufbewahrt wurde, ist der Codex Laudianus, ein zweisprachiger Codex aus der Zeit um 600, der die Apostelgeschichte in griechischer und lateinischer Sprache enthält. Sie kam vermutlich mit den britischen Missionaren im 8. Jahrhundert auf den Kontinent und gelangte zur Zeit des Dreißigjährigen Kriegs in den Besitz von William Laud („Laudian Acts“, heute Oxford, Bodleian Library, Msc. Laud. Gr. 35).

## Heutige Bedeutung
Bis zum Jahr 2000 wurde der Großteil der erhaltenen Klosterreste in eine Hotelanlage integriert und im Keller des Gebäudes ein Klostermuseum „Historama Kloster Hornbach“ eingerichtet, das die Geschichte des Klosters vermittelt.
Die Reliquien des Hl. Pirminius rettete der letzte Abt von Hornbach, Graf Anton von Salm, 1558 nach Speyer. Von dort brachte sie 1575 der ehemalige Präsident des Reichskammergerichtes und nunmehrige Statthalter von Tirol, Graf Schweikhard von Helfenstein, nach Innsbruck. Hier befinden sie sich heute in einem modernen Schrein der Innsbrucker Jesuitenkirche. Nach der Wiederentdeckung des Hornbacher Originalgrabes auf dem ehemaligen Abteigelände im Jahr 1953 kehrte ein Teil der Gebeine von dort zurück. Sie werden heute in Hornbach, Speyer und Pirmasens aufbewahrt. Die Protestantische Landeskirche der Pfalz, in deren Besitz sich der ehemalige Klosterbezirk befindet, ließ über dem historischen Grab 1957 eine Kapelle errichten, und es ist heute wieder eine Pilgerstätte.
Zu dem leeren Grab führen einige Stufen hinunter, die vor einem profilierten Sandsteinrahmen am Fußende der Grabnische enden. Es handelt sich um eine Fensteröffnung, durch welche die Pilger den Schrein des Heiligen berühren konnten. Die Grabstätte gilt als ältestes bekanntes Zeugnis kirchlicher Baukunst in der Pfalz.